# Pasilobus mammatus
Pasilobus mammatus is een spinnensoort uit de familie van de wielwebspinnen (Araneidae).
De wetenschappelijke naam van de soort werd in 1898 gepubliceerd door Reginald Innes Pocock.